# Controversia política del Grupo Frontera
La banda de música regional mexicana estadounidense Grupo Frontera se ha visto envuelta en una controversia política desde principios de 2025 debido a un supuesto respaldo al político y actual presidente de Estados Unidos Donald Trump, luego de que se volviera viral un video de uno de los familiares de los vocalistas realizando un «Trump dance» al ritmo de «Y.M.C.A.» de Village People. Pese a las respuestas en una entrevista con El País, fanes y usuarios mexicanos lo calificaron como un respaldo a Trump por parte del grupo, y descubrieron un video eliminado en TikTok de ellos mismos bailando la misma canción y entrevistas con algunos miembros. Al considerarlas evidencia que probaba las acusaciones, los usuarios comenzaron a boicotear a la banda en las redes sociales, llamándolos «traidores» y pidiendo la cancelación de una de sus actuaciones en un festival a través de Change.org.
La banda respondió dos veces a la polémica en febrero de 2025 a través de Instagram negando cualquier respaldo, respondiendo a otras acusaciones y confirmando su apoyo a la comunidad mexicana, declaraciones que recibieron principalmente reacciones negativas del público, argumentando que solo eran un intento de mantener la reputación del grupo entre los fanes. La polémica también recibió atención de Emiliano y Leonardo Aguilar, hijos de Pepe Aguilar, y de los medios en línea.

## Antecedentes y reacción inicial
Una entrevista realizada a Grupo Frontera por Raúl Novoa en Madrid sobre sus logros y experiencias profesionales fue publicada por El País el 5 de enero de 2025. Ante la pregunta sobre la reelección del candidato Donald Trump como presidente de Estados Unidos, Juan Javier Cantú respondió que «casi nunca nos metemos en política. Es algo muy polémico para nosotros y solo queremos hacer música». Cantú y Alberto «Beto» Acosta destacaron su donación de juguetes para niños a un centro comunitario para inmigrantes deportados por las políticas fronterizas. Respecto al muro fronterizo Estados Unidos-México, Acosta compartió el desacuerdo de la banda y Julián Peña Jr. opinó sobre su no conclusión.
Más tarde ese mes, un video se volvió viral en las redes sociales, en el que la abuela del vocalista de la banda, Adelaido «Payo» Solís, apodada «La Abuela Frontera», aparece haciendo el «Trump dance» al ritmo del «Y.M.C.A.» de Village People junto a otros familiares, canción utilizada por Trump para su campaña presidencial de 2024. Tras considerarlo un respaldo a Trump, los usuarios mexicanos lo relacionaron directamente como un apoyo político del grupo. Además, poco después de esto la cuenta de «La Abuela Frontera» desapareció en TikTok. Durante la viralización, un usuario de la misma plataforma afirmó que el grupo borró videos en los que respaldaban explícitamente al político y simpatizaban con su política. Como resultado, recibieron una caída significativa de seguidores, una avalancha de comentarios de odio y acusaciones de ser Latinos for Trump, calificando el supuesto respaldo como una «traición a los mexicanos» debido a la deportación masiva de inmigrantes por parte de Trump durante su segunda presidencia.
Por ello, los fanes pidieron que se boicot eara al grupo, que se rechazara su presencia en México y que los demás se abstuvieran de consumir cualquier contenido relacionado con ellos, incluyendo canciones, videos y presentaciones en vivo. También se volvieron virales un video de abucheos en uno de sus conciertos recientes y screencast s que muestran las cuentas personales de Instagram de algunos miembros que siguen el perfil de Trump y les dan «Me gusta» a sus publicaciones. Además, algunos usuarios notaron que eliminaron un video de TikTok bailando la misma canción que la abuela de Solís, así como videos de entrevistas con algunos de los integrantes, donde animaban a otros a votar por el político, que consideraron evidencia explícita de un respaldo.  El 11 de febrero se publicó una petición en el sitio web estadounidense Change.org a nombre de alias «Espíritu» para cancelar la participación de Grupo Frontera en la edición 2025 del festival de música latina de Chicago Sueños. La petición acumuló más de 9700 firmas al día siguiente. El cofundador de Sueños, Christopher Den Uijl, afirmó en Instagram el apoyo del festival a la comunidad latina y declaró que ninguno de los cofundadores es partidario del presidente, sin mencionar nada relacionado con el grupo.

## Respuesta de la banda
Después de unas semanas sin comunicación sobre el tema y publicando un video de una multitud estadounidense cantando «Bebé dame», descrito por los medios como una respuesta indirecta, el 7 de febrero, la banda publicó un comunicado a través de historias de Instagram, argumentando que «[no tienen] afiliación ni alianza con ningún partido político que [esté] en contra de los inmigrantes y la comunidad latina».  Además, aclararon que ellos y sus familias son inmigrantes y provienen de la frontera, así como su apoyo a los mexicanos y que «las opiniones de [sus] amigos y familiares [no] representan [a la banda]». Además, en entrevista con Jesse Cervantes para EXA FM, el grupo afirmó su compromiso con la comunidad inmigrante y su orgullo por la cultura mexicana, «sin distinción de ideologías o fronteras».  En la alfombra roja de la 37.º edición de los Premios Lo Nuestro, el presentador de televisión cubano-estadounidense Raúl de Molina les preguntó sobre la polémica, una pregunta que hizo parecer visiblemente incómoda a la banda. La respuesta de Peña, «Nos dedicamos a la música. Amamos a todos y queremos paz y amor. Cuídense», fue calificada de «pobre» y vinculada a los rumores por los fanes.  El 22 de febrero publicaron un vídeo en la misma red afirmando la declaración.  En el mismo video, Acosta dijo que su silencio se debía a la enorme cantidad de «fake news» que circulaban en internet, por lo que no sabían qué responder. Además, aclararon que el video de baile fue solo una rutina detrás de escena durante su gira de conciertos anterior, Jugando a Que No Pasa Nada Tour, en la que bailaron canciones de su época de escuela primaria.

## Reacciones, análisis y consecuencias
Otros fanáticos reaccionaron contra la cancelación masiva y apoyaron la libertad de expresión de la banda, argumentando que «la cultura de la cancelación no debería extenderse a aquellos con opiniones políticas diferentes», según Víctor Cisneros de Infobae México. Juan Garza del Periódico ABC elogió la forma en que el grupo gestionó la controversia y se pronunció en contra de las reacciones negativas, calificando de «errónea» la información difundida en redes sociales. Por otro lado, tanto el público como algunos periódicos en línea calificaron los abucheos del concierto de falsos con audio alterado.  Con respecto al video de baile de TikTok, alias «Espíritu» lo desestimó como un respaldo explícito, pero dijo que era estratégicamente implícito, mientras que el personal del Chicago Sun-Times opinó que «[Donald Trump] y [Grupo Frontera] [...] [podrían] simplemente tener gustos similares en música».  La declaración del 7 de febrero polarizó las opiniones de los fanáticos, algunos aplaudiéndola y otros argumentando que no es auténtica y que solo era un intento de mantener su reputación entre los fanáticos. Un representante del grupo confirmó su autenticidad. De igual forma, el video del 22 de febrero recibió reacciones negativas, acusándolo de lo mismo que la declaración y quejándose de que nunca rechazaron directamente a Trump, algo que también señaló Tomás Mier de Rolling Stone. Leonelys Gómez del Latin Times calificó la controversia como una de las más grandes de la banda durante sus tres años de carrera. El personal de Marca lo relacionó con la situación de Banda MS y Fuerza Regida, enfatizando en las opiniones personales de algunos integrantes de las respectivas bandas. Muchos fanáticos lo compararon con la reacción negativa a Yahritza y su Esencia de 2023, cuando visitaron México y la vocalista Yahritza Martínez afirmó preferencias controvertidas, despreciando al país y lacocina mexicana, después de lo cual dejaron de presentarse en el país.

### Conflicto con la familia Aguilar
Tras el lanzamiento de «Ilegal», una canción de protesta contra la deportación masiva de Trump, que recibió elogios del público y el apoyo de los inmigrantes deportados, el hijo de Pepe Aguilar, Emiliano Aguilar, reaccionó a través de una serie de historias de Instagram en contra de la banda, diciendo: «Fuck [Grupo Frontera]. A México se le respeta». Su hermano, Leonardo, expresó su apoyo a la banda tras la publicación del video, escribiendo en los comentarios: «[No se preocupen]. Los fans  [sic] [seguiremos apoyándolos]. Los demás son gente sin qué hacer. [Nosotros] sabemos quiénes son».  Emiliano, quien tiene conflictos con su familia, comentó el mismo video con muchas banderas mexicanas y le respondió: «Grupo 'Frontera', me los paso por los huevos. Puro México». Después de eso, publicó otra serie de historias de Instagram repitiendo su odio hacia la banda y refiriéndose a su hermanastro como «Gallito Fino», relacionando su simpatía con una indiferencia hacia la comunidad inmigrante, argumentando: «Aquí está un mexicano que muere por su raza con los huevos bien puestos. [...] Tú siempre has tenido todo, nunca te ha faltado la atención y el amor del público». Terminó diciendo que habían hablado del problema civilizadamente en privado, pero Leonardo empeoró la situación porque «[él] ya [rugió]». Según Jessica Luna de TVNotas, Emiliano habría borrado las historias luego de un posible regaño de su padre debido a los contundentes ataques.